# Illac Renin
El Illac Renin es un grupo ficticio formado por Jaffas en la serie de televisión Stargate SG-1.

## Descripción
Durante el episodio "Talion", varias facciones Jaffa se sumaron a un ex Primado llamado Arkad formando un culto conocido como Illac Renin, un grupo de Jaffas que siguen a los Ori. Debido a que los Tau'ri se estaban convirtiendo en una espina en el costado de sus amos, el Illac Renin se abasteció con armas de grado naquadah para un ataque sobre la Tierra. Sin embargo, Teal'c fue capaz de matar a su líder antes de que el ataque pueda ocurrir.
Illac Renin es una palabra antigua que vagamente se traduce como "Camino del Reino". El grupo cree que el camino de la Ascensión ofrecido por los Ori es el futuro de su pueblo. El símbolo de Origen se sitúa en el lugar de culto donde se practica meditación frente a una serie de velas encendidas.
Fueron dirigidos por un guerrero Jaffa conocido como Arkad que se hizo con el control los planetas Jaffa que han sucumbido frente ante los Ori y siguen sus reglas. Tras la muerte de Arkad, el destino de este grupo Jaffa es desconocido.
- Datos: Q5913989